# Eliana Ramos
Eliana (Elle) Ramos (23 december 1988 – Montevideo, 13 februari 2007) was een Uruguayaans model.

## Overlijden
Ramos, een welbekend model in Latijns-Amerika, had zojuist een contract had gekregen bij Dotto Models. Op de leeftijd van achttien jaar werd ze echter op 13 februari 2007 dood aangetroffen in het huis van haar grootouders in Montevideo. Voorafgaande onderzoeken gaven aan dat de doodsoorzaak een hartaanval was. Echter, andere speculaties vertelden dat het model was overleden als gevolg van ondervoeding. Het laatste werd later vastgesteld.
Vrienden vertelden dat Ramos moeilijk kon omgaan met de dood van haar zus Luisel Ramos en al maanden aan het lijden was. Echter, ze vertelden dat ze niet aan haar einde was gekomen als gevolg van eetziektes.
De dood van de twee zustermodellen kreeg veel aandacht van de media van Latijns-Amerika. Zeker na de dood van verscheidene Braziliaanse modellen, waaronder Ana Carolina Reston, wordt er gedebatteerd over de relatie tussen modellenwerk en anorexia nervosa.